# Kurdski jezik
Kurdski jezik (ISO 639-3: kur) je maleni skup jezika (makrojezik) kojima govore Kurdi u Jugozapadnoj Aziji. Njime se služi oko 16 milijuna ljudi, no etnička populacija znatno je veća.

## Individualni jezici
Individualni jezici su: srednjekurdski [ckb] u Iraku i Iranu s 3 712 000 govornika; sjevernokurdski [kmr] s 9 320 240 govornika; i južnokurdski [sdh] 3 000 000 u Iranu (Fattah 2000), s većim brojem narječja:
- Sjeverni Kurdi naseljeni su u Turskoj a znatan dio živi ih po drugim državama. Ukupno ih ima preko 9 000 000, najviše u Turskoj, te u Armeniji (100 000), Iranu (350 000), Iraku (2 800 000), Libanonu (75 000), Siriji (938 000). Etnički i jezikoslovno među njih se klasificiraju i Kurmandži (s Douddžik i Kizibakh), Sorani, Zaza ili Dimili.
- Središnji Kurdi žive u Iranu (3 250 000) i Iraku 462 000 (2004.) a govore dijalektima hevleri (arbili), hošnav, pizdar, sulejmani (silemani), warmawa, rewandiz, bingird, mukri, kerkuki i garmiyani.
- Kod Južnih Kurda postoje dijalekti kolyai, kermanšahi (kermanšani), kalhori, garusi (bidžari) sandžabi, malekšahi (malekš aj), bajraj, kordali, fejli i luri. naseljeni su u Iranu 3 000 000 (2000 Fatah) i nepoznat broj u Iraku.

## Glasovi
47: b tD dD k g q ? f v sD zD s9 S Z x gF H 9 tS dZ m nD N "l l9 "r[ "r j w I i_ U "@ i: "e: "o: a: u: ei ai ui oi au @u @i eu
|  | sjeverni kurdski (kurmanski) |
|  | središnji kurdski (soranski) |
|  | južni kurdski                |
|  | zazački                      |
|  | guranski                     |
|  | mješovito                    |

## Vanjske poveznice
- Ethnologue (14th)